# Žižkův stůl (tvrz)
Žižkův stůl je místní název pro zbytky po okrouhlém tvrzišti nalézající se na území obce Střemošice, nedaleko od nedaleko osady Bílý Kůň v okrese Chrudim asi 2 km západně od městečka Luže.

## Historie
V písemných pramenech není zdejší tvrz doložena, předpokládá se její založení Podlažickým klášterem v průběhu 13. a 14. století. V okolí se traduje pověst, že tvrziště vybudovali Žižkovi spolubojovníci pro jeho odpočinek. Tato pověst však nemá historický podklad.
Do současnosti se dochovalo dochovalo okrouhlé tvrziště obehnané bažinatým příkopem. Na jihozápadní straně je částečně dochován i val.

## Galerie

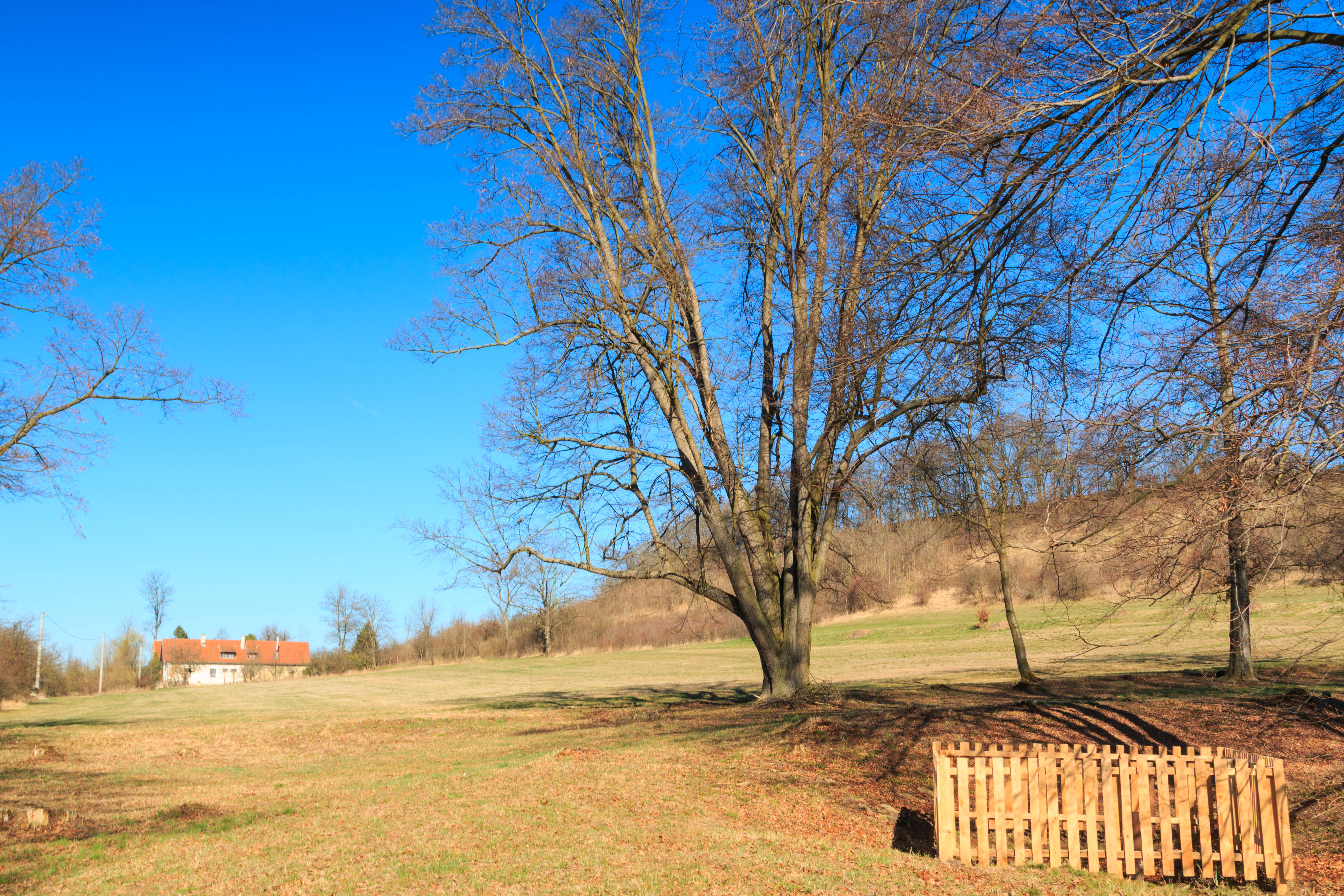
Tvrziště Žižkův stůl
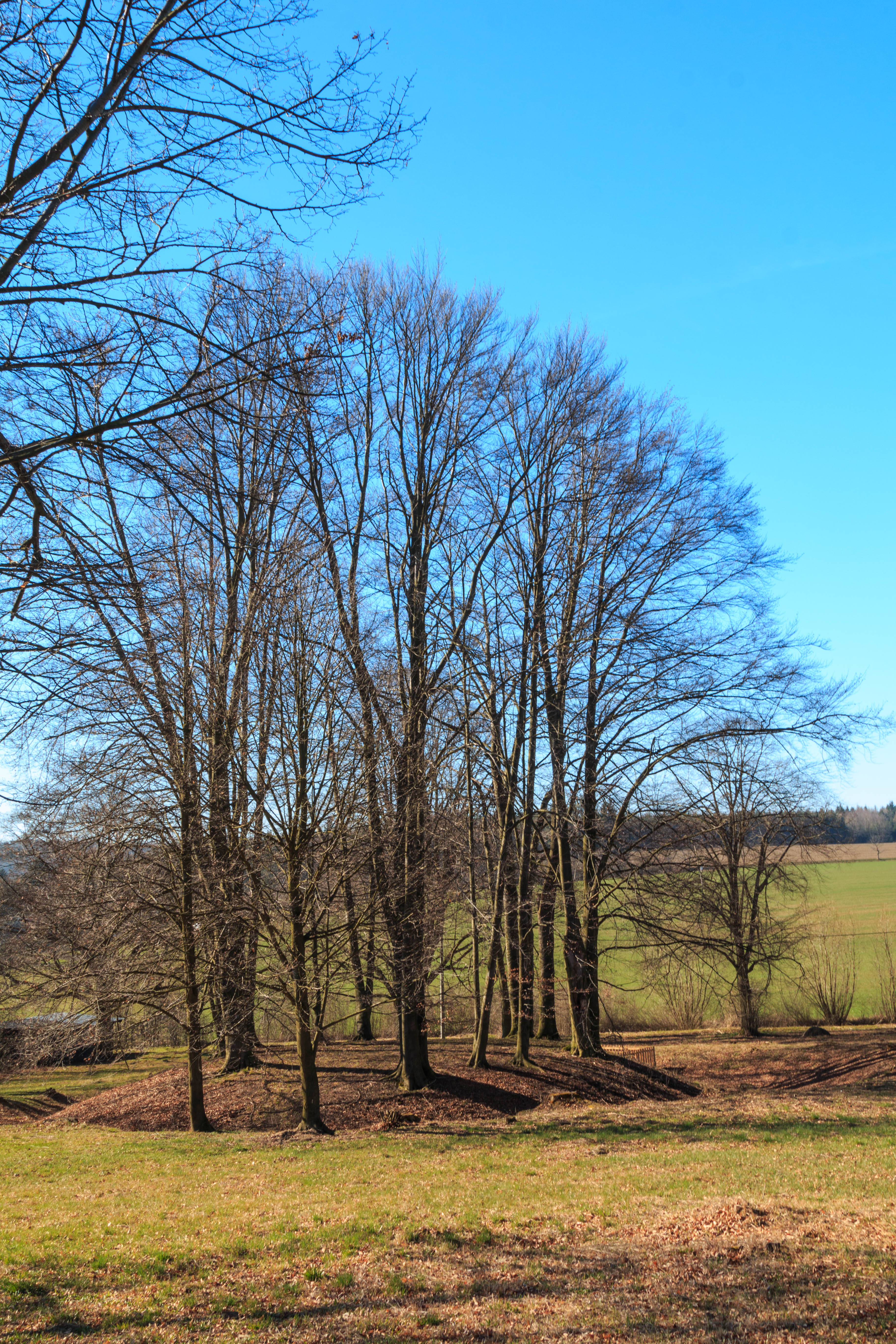
Tvrziště Žižkův stůl
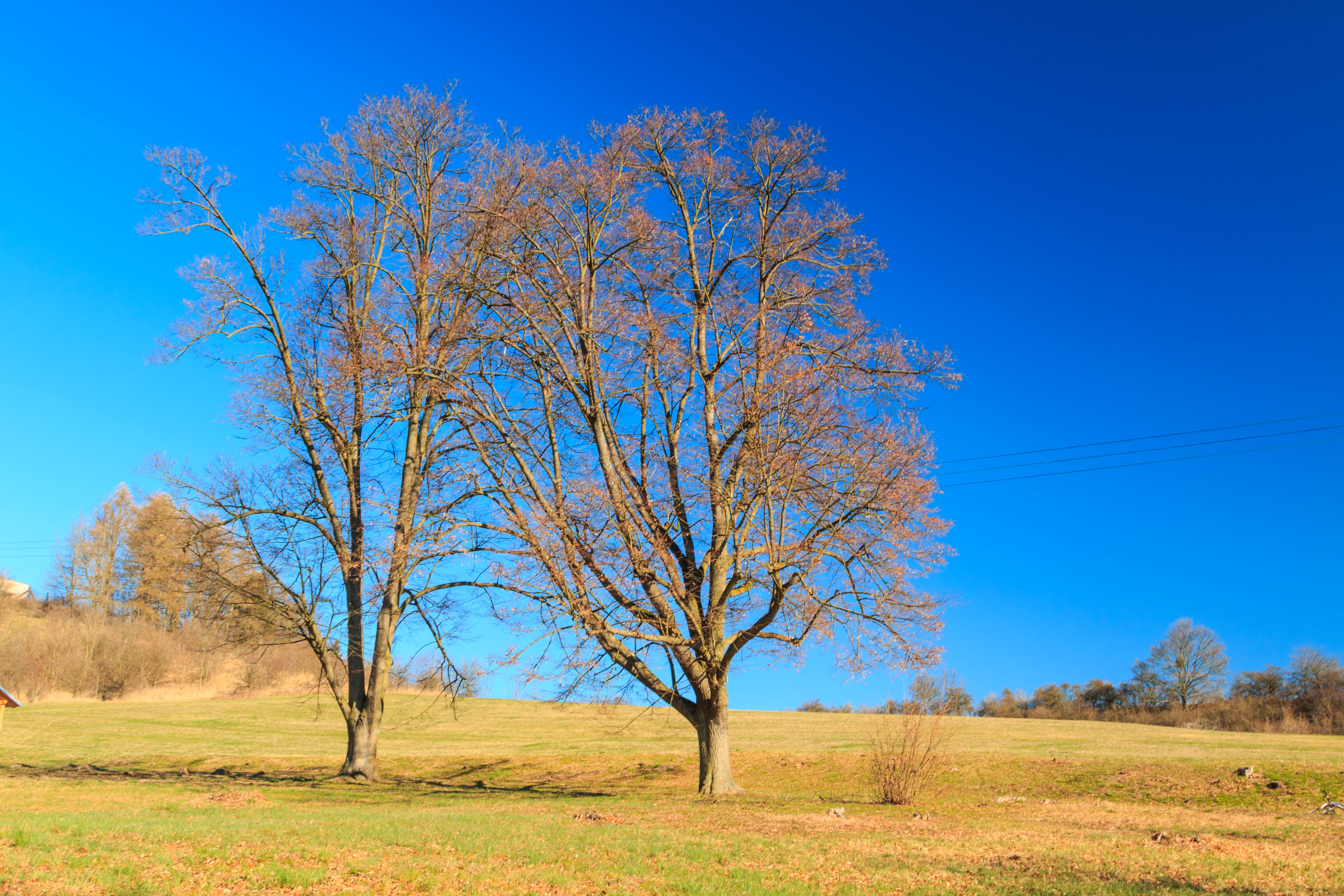
Tvrziště Žižkův stůl